# واصه باشا
واصه باشا (بالألبانية: Pashko Vasa) (1825 ،شكودر، ألبانيا، الدولة العثمانية - 29 يونيو 1892، بيروت، لبنان، الدولة العثمانية) المعروف أيضا باسم باشكو فازا، أو فازو باشا، أو اصا باشا أو فازو باشا شكودراني. كان كاتب ألباني وشاعر ومن دعاة الصحوة الوطنية الألبانية، خدم الدولة العثمانية وعمل محافظ لمتصرفية لبنان من عام 1882م حتى وفاته.

## عمله

### سكرتير في السفارة البريطانية
من 1842-1847 شغل منصب سكرتير القنصلية البريطانية في شكودر. وكانت له الفرصة لإتقان عدد من اللغات الأجنبية: الإيطالية، الفرنسية، التركية واليونانية. كان يعلم أيضا بعض الإنجليزية والصربية، وخلال السنوات اللاحقة تعلم العربية.

### مدير ولاية أدرنة
في عام 1879م، عمل باشكو فاسا في فارنا على ساحل البحر الأسود في الإدارة من ولاية أدرنة مع إسماعيل كيمالي. اكتسب أيضا لقب باشا.

### محافظ متصرفية لبنان
في 9 مايو 1882 أصبح الحاكم العام لمتصرفية جبل لبنان، وهو منصب أنشأ بعد معاهدة دولية خصيصا للكاثوليكيين ذوي الجنسية العثمانية بعد الاضطرابات المدنية والاحتلال الفرنسي من عام 1860م. وفي منصبه كمحافظ، حكم في السنوات الأولى من ولايته بحزم ونزاهة وعدل، وكان محبًا للإصلاح راغبًا في تحسين أحوال جبل لبنان، محافظًا على استقلاله الذاتي وكرامة أبنائه، مانعًا قناصل الدول من التدخل في شؤونه، وكان صادق الولاء للسلطان والحكومة العثمانية في ذات الوقت. 

وقام ببعض الأعمال العمرانية، فأنشأ مستشفى في بيت الدين، وبنى سراي بعبدا وجعلها المركز الشتوي الدائم لدوائر المتصرفية.
وفي السنوات الأخيرة من ولايته عمّت الفوضى وانتشرت الرشوة وازداد التدخل الأوروبي في شؤون المتصرفية أكثر من ذي قبل وهذا أكسبه اتهامات بالفساد، وذلك بالتعاون مع ابنه في القانون والنائب كيباليان أفندي.

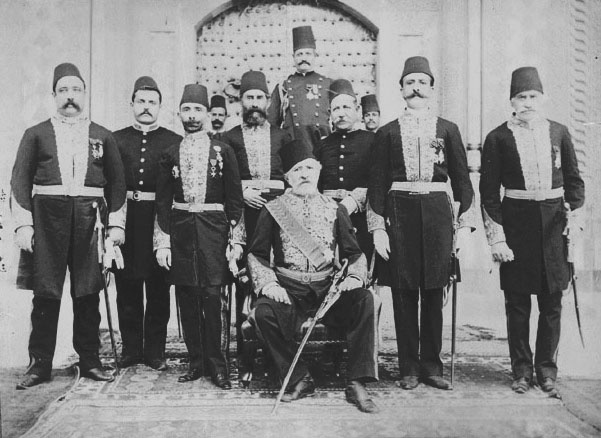
صورة لواصه باشا كمحافظ لمتصرفية لبنان سنة 1882م

### وفاته
بقي في منصبه حتى وفاته في بيروت بعد صراع طويل مع المرض في 29 يونيو 1892م فدُفن في الحازمية. وفي عام 1978، بمناسبة الذكرى المئوية لجامعة بريزرن، تم نقل رفاته من لبنان إلى مقبرة متواضعة في شكودر.